# بيتر هنريكسن
بيتر هنريكسن (بالدنماركية: Peter Henriksen)‏ مواليد 20 أغسطس 1972 في كوبنهاغن، هو لاعب كرة يد دنملركي يلعب كحارس مرمى. مثل منتخب الدنمارك لكرة اليد. شارك في دورة الألعاب الأولمبية الصيفية سنة 2008. حقق المركز الأول في بطولة أوروبا لكرة اليد للرجال 2008.

## المسيرة الاحترافية
لعب مع أجاكس هيروز في الدوري الدنماركي في سنة 1998، ثم لعب مع نادي غومرسباخ لكرة اليد في الدوري الألماني في موسم 1998-1999، ثم انضم إلى نادي جوج لكرة اليد في الدوري الدنماركي من سنة 2001 إلى 2010، ثم لعب مع نادي فريدريكيا لكرة اليد في موسم 2011-2012.

## الميداليات
| الميدالية | المسابقة                           |
| --------- | ---------------------------------- |
| برونزية   | بطولة العالم لكرة اليد للرجال 2007 |
| ذهبية     | بطولة أوروبا لكرة اليد للرجال 2008 |

## روابط خارجية
- بيتر هنريكسن على موقع الاتحاد الأوروبي لكرة اليد (الإنجليزية)
- بيتر هنريكسن على موقع اللجنة الأولمبية الدولية (الإنجليزية)
- بيتر هنريكسن على موقع أوليمبيديا (الإنجليزية)